# Latin American Poker Tour
Le Latin American Poker Tour (LAPT) est une série de tournois de poker organisée en Amérique latine.
Le LAPT est sponsorisé par PokerStars.
Le 24 août 2016, PokerStars annonce qu'à compter de début 2017, toutes ses séries de tournois seront fusionnées dans le PokerStars Championship et le PokerStars Festival,.
Le 15 décembre 2017, lors de la dernière étape de la saison inaugurale du PokerStars Championship, à Prague, PokerStars annonce le retour de l'European Poker Tour, de l'Asia Pacific Poker Tour et du Latin American Poker Tour, mettant fin au PokerStars Championship,.

## Vainqueurs du Main Event

### Saison 1
| Étape          | Vainqueur           |
| -------------- | ------------------- |
| Rio de Janeiro | Julien Nuijten      |
| San José       | Valdemar Kwaysser   |
| Punta del Este | José Miguel Espinar |

### Saison 2
| Étape          | Vainqueur       |
| -------------- | --------------- |
| San José       | Ryan Fee        |
| Viña del Mar   | Fabián Ortiz    |
| Punta del Este | Karl Hevroy     |
| Mar del Plata  | Dominik Nitsche |

### Saison 3
| Étape                | Vainqueur            |
| -------------------- | -------------------- |
| Playa Conchal        | Amer Sulaiman        |
| Punta del Este       | José Ignacio Barbero |
| Lima                 | José Ignacio Barbero |
| Florianópolis        | Matthias Habernig    |
| Rosario Grand Finale | Martin Sansour       |

### Saison 4
| Étape                 | Vainqueur         |
| --------------------- | ----------------- |
| São Paulo             | Alex Manzano      |
| Viña del Mar          | Murilo Figueiredo |
| Lima                  | Kemal Ferri       |
| Punta del Este        | Alex Komaromi     |
| Medellín              | Julián Menéndez   |
| São Paulo Grand Final | Daniele Nestola   |

### Saison 5
| Étape            | Vainqueur                |
| ---------------- | ------------------------ |
| Viña del Mar     | Aliro Gajarro            |
| Punta del Este   | Marcelo Ramos da Fonseca |
| Medellín         | Robbie Renehan           |
| Panama           | Leo Fernández            |
| Lima Grand Final | Jordan Scott             |

### Saison 6
| Étape                      | Vainqueur                   |
| -------------------------- | --------------------------- |
| PCA                        | Dimitar Danchev             |
| Viña del Mar               | Pablo Tavitian              |
| São Paulo                  | Victor Sbrissa              |
| Medellín                   | Weider Gutiérrez Vanegas    |
| Lima                       | Patricio Andrés Rojas Parra |
| Panama                     | Galal Dahrouj               |
| Punta del Este Grand Final | Carter Gill                 |

### Saison 7
| Étape        | Vainqueur           |
| ------------ | ------------------- |
| Viña del Mar | Mario Javier López  |
| São Paulo    | Carlos Hey de Lima  |
| Panama       | Fabián Ortiz        |
| Lima         | Oscar Alache Orrego |

### Saison 8
| Étape                 | Vainqueur           |
| --------------------- | ------------------- |
| PCA                   | Joshua Key          |
| Viña del Mar          | Oscar Alache Orrego |
| Panama                | Shakeeb Kazemipur   |
| Lima                  | Claudio Gali        |
| Punta del Este        | Mario López         |
| São Paulo Grand Final | Yuri Martins        |

### Saison 9
| Étape          | Vainqueur             |
| -------------- | --------------------- |
| PCA            | Georgios Sotiropoulos |
| Viña del Mar   | Rodrigo Strong        |
| Panama         | Andrés Luna           |
| Punta del Este | Pedro Claus           |
| São Paulo      | José Ignacio Barbero  |

### 2018
| Étape | Vainqueur |
| ----- | --------- |
| Chili | annulé    |

### Saison 10
| Étape          | Vainqueur             |
| -------------- | --------------------- |
| Rio de Janeiro | Anthony Barranqueiros |
| Montevideo     | Tullio Bertoli        |
| Panama (ville) | Markus Meekma         |
| Foz do Iguaçu  | Hugo Zanotti          |
| Sao Paulo      | Lucas Rigos           |

### Saison 11
| Étape          | Vainqueur                                               |
| -------------- | ------------------------------------------------------- |
| Panama (ville) | Johnny Sandoval                                         |
| Mexico         | Omar Sosa                                               |
| Rio de Janeiro | Brunno Botteon De Albuquerque                           |
| Sao Paulo      | 15 au 29 novembre 2024 - LAPT GRAND FINAL/BSOP MILLIONS |

## Participants en table finale et vainqueurs par pays
| Pays             | Participants en TF | Vainqueurs |
| ---------------- | ------------------ | ---------- |
| Allemagne        | 7                  | 2          |
| Argentine        | 73                 | 11         |
| Australie        | 2                  | 0          |
| Autriche         | 4                  | 1          |
| Brésil           | 99                 | 9          |
| Bulgarie         | 1                  | 0          |
| Canada           | 16                 | 2          |
| Chili            | 40                 | 6          |
| Colombie         | 33                 | 2          |
| Costa Rica       | 8                  | 1          |
| Danemark         | 1                  | 0          |
| Équateur         | 4                  | 0          |
| Espagne          | 3                  | 1          |
| États-Unis       | 33                 | 4          |
| France           | 2                  | 0          |
| Grèce            | 1                  | 1          |
| Guatemala        | 1                  | 0          |
| Honduras         | 1                  | 0          |
| Hongrie          | 1                  | 1          |
| Irlande          | 1                  | 1          |
| Italie           | 1                  | 0          |
| Jamaïque         | 1                  | 0          |
| Liban            | 2                  | 0          |
| Malte            | 1                  | 0          |
| Mexique          | 21                 | 1          |
| Pays-Bas         | 4                  | 2          |
| Norvège          | 2                  | 1          |
| Nouvelle-Zélande | 1                  | 0          |
| Panama           | 14                 | 1          |
| Paraguay         | 1                  | 1          |
| Pérou            | 11                 | 2          |
| Pologne          | 2                  | 0          |
| Porto Rico       | 1                  | 0          |
| Portugal         | 1                  | 0          |
| Tchéquie         | 1                  | 0          |
| Russie           | 3                  | 0          |
| Suède            | 1                  | 0          |
| Suisse           | 1                  | 0          |
| Royaume-Uni      | 1                  | 0          |
| Ukraine          | 1                  | 0          |
| Uruguay          | 11                 | 1          |
| Venezuela        | 15                 | 1          |

Données mises à jour jusqu'à la saison 11 LAPT Rio de Janeiro 2024